# Pycnopsyche subfasciata
Pycnopsyche subfasciata är en nattsländeart som först beskrevs av Thomas Say 1828.  Pycnopsyche subfasciata ingår i släktet Pycnopsyche och familjen husmasknattsländor. Inga underarter finns listade i Catalogue of Life.